# Нескучный Карай
Нескучный Карай — упразднённая в 2001 году деревня в Мучкапском районе Тамбовской области России. Входила на год упразднения в состав Сергиевского сельсовета.  

## География
Урочище находится в юго-восточной части области, на северо-востоке района, в лесостепной зоне, в пределах Окско-Донской равнины, на берегах реки Мокрый Карай.

### Климат
Климат умеренно континентальный, относительно сухой, с холодной продолжительной зимой и жарким летом. Среднегодовая температура воздуха — 4,5 °С. Средняя температура воздуха самого холодного месяца (января) — −11 °C (абсолютный минимум — −39 °C); самого тёплого месяца (июля) — 20,5 °C (абсолютный максимум — 40 °С). Среднегодовое количество атмосферных осадков варьирует в пределах от 400 до 450 мм. Продолжительность залегания снежного покрова составляет в среднем 134 дня.

## История
Первое упоминание в документах ревизской сказки 1811 года по Кирсановскому уезду под названием: „Вновь поселенное сельцо Нескучное, Карай тож". Было заселено крепостными крестьянами губернского секретаря Гаврила Ивановича Дурново (из-за чего деревня имела второе название Дурновка).
В деревне числилось 49 мужских душ. Все крестьяне были переведены из села Никольского. В 1816 году было крепостных крестьян: мужского пола — 80, женского пола — 82 человека. В 1911 году числилось дворов крестьянских 22 с населением: мужского пола — 65, женского пола — 74 человека. В 1926 году числилось 47 дворов с населением: мужского пола — 99, женского пола — 133 человека. Всего 232 человека.
С другой стороны реки Мокрый Карай находится деревня Павловка. 
В 1970-х годах количество дворов сократилось до 8-10. Приблизительное время исчезновения деревни 1985-1986 год. По словам местных жителей, людей выселили, а заброшенные строения сравняли с землёй. 
Официально упразднена в 2001 году. 